# Popielniczka

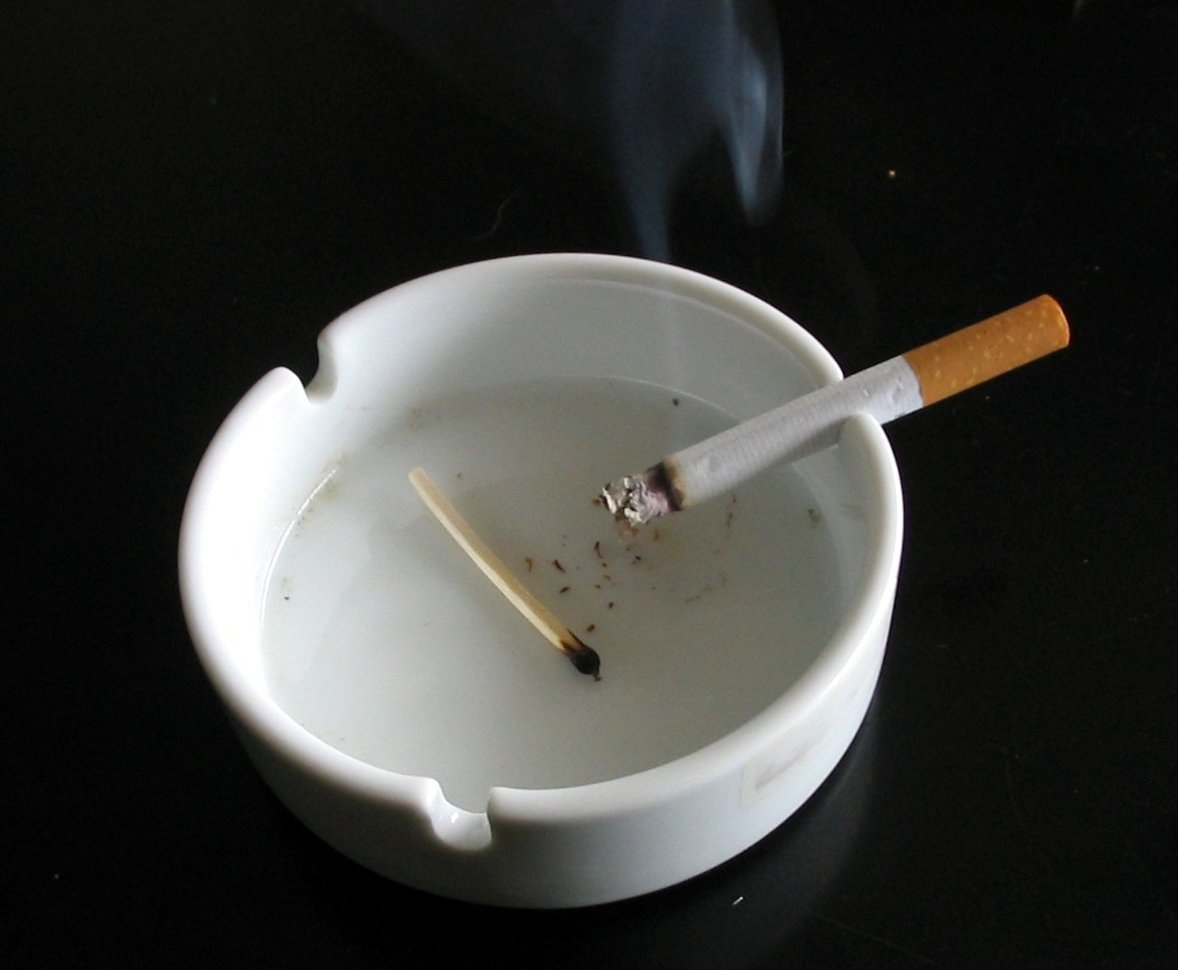
Typowa popielniczka

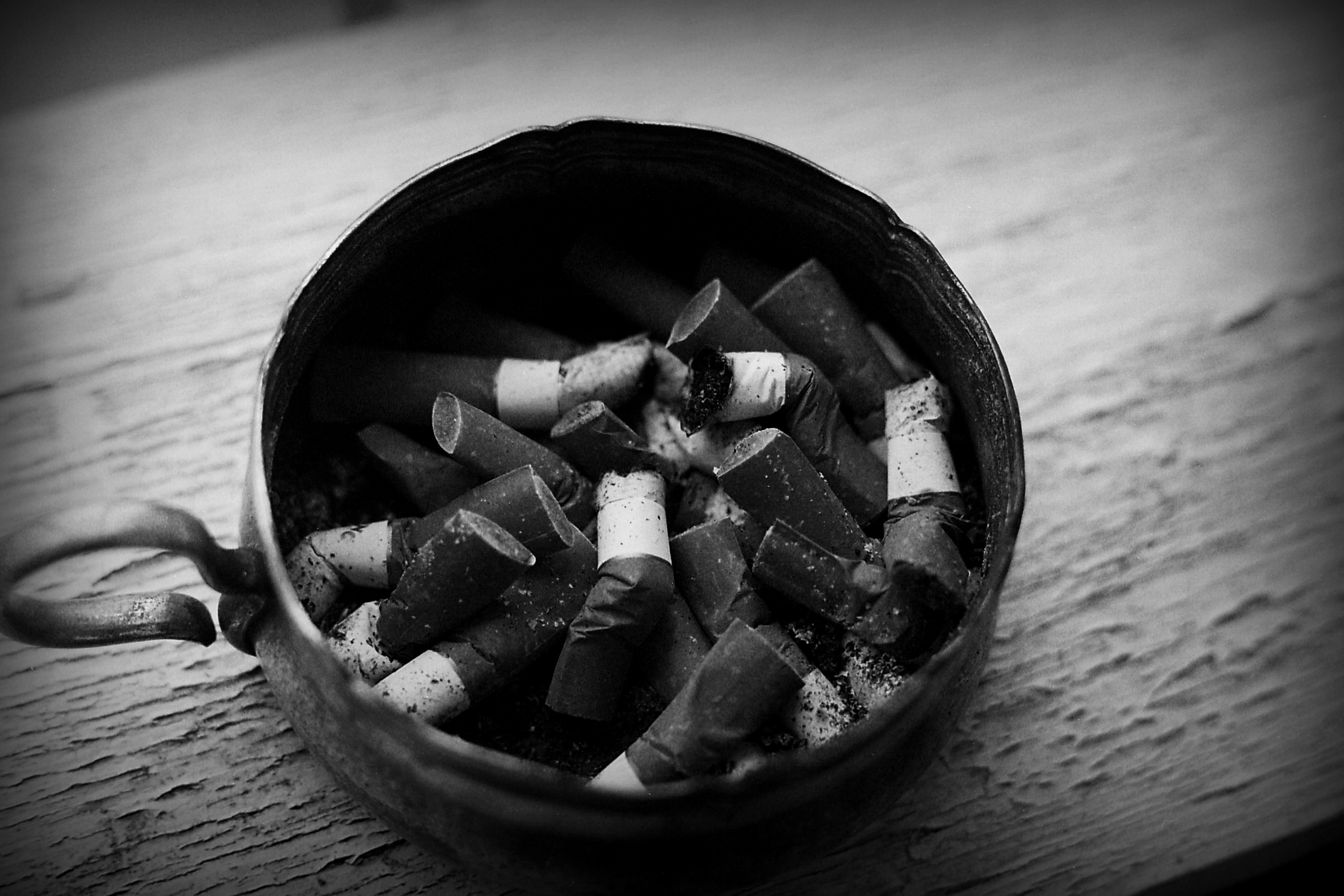
Staromodna popielniczka z niedopałkami papierosów

Popielniczka – naczynie służące do doraźnego gromadzenia popiołu z wyrobów tytoniowych oraz ich niedopałków i niedopałków zapałek. Większość popielniczek jest zaprojektowana w taki sposób, aby można było o nie opierać tlące się papierosy, cygaretki czy cygara.
Osobny rodzaj popielniczek to popielniczki dla palaczy fajek, ich konstrukcja ułatwia opróżnianie fajek z popiołu tytoniowego po jego wypaleniu.
Spotyka się popielniczki zrobione ze szkła, metalu, kamienia, porcelany, plastiku i praktycznie każdego innego niepalnego materiału. Czasami są to przedmioty ozdobne, eleganckie, pamiątkowe, a czasami nawet będące dziełami sztuki. Spotykany jest również szereg popielniczek zamykanych, o różnorodnych mechanizmach zarówno gaszenia, jak i ukrywania zawartości.
W niektórych pomieszczeniach publicznych np. w hotelach, centrach kongresowych itp. miejsce do strzepywania popiołu jest wyłożone bardzo drobnym piaskiem, który skutecznie ukrywa nawet duże ilości popiołu. Jednocześnie w piasku tym ukryta jest łatwo wyjmowalna metalowa siatka o dość dużych oczkach. Wsunięcie jej w piasek nadaje powierzchni piasku drobną fakturę dodatkowo ukrywającą popiół, a jednocześnie umożliwia ona częste opróżnianie powierzchni z niedopałków.
Dzisiaj popielniczki przestają być eksponowanymi elementami wystroju wnętrz, co jest konsekwencją ogólnoświatowej tendencji walki z nikotynizmem. Bywa nawet tak jak w toaletach samolotów starszych typów, w których nad popielniczką widnieje napis przypominający o zakazie palenia. Jednym z nielicznych miejsc, w których popielniczki nadal bywają eksponowane, są bary. Tam też powierzchnia popielniczek jest jedną z ostatnich miejsc wykorzystywania ich powierzchni w celach reklamowych – związanych jednak głównie z samymi papierosami.
Wcześniej popielniczki, jako przedmiot towarzyszący człowiekowi niemal we wszystkich pomieszczeniach, były bardzo często ozdabiane najrozmaitszymi reklamami z niemal każdej dziedziny, jak również same przybierały bardzo różne kształty nawiązujące do reklamowanych wyrobów. Przykładem może być polska popielniczka z lat 60. XX wieku – reklama ówczesnej firmy „Stomil”, w postaci szklanego lub metalowego spodka otoczonego miniaturową, grubą oponą.